# Olimpiafila

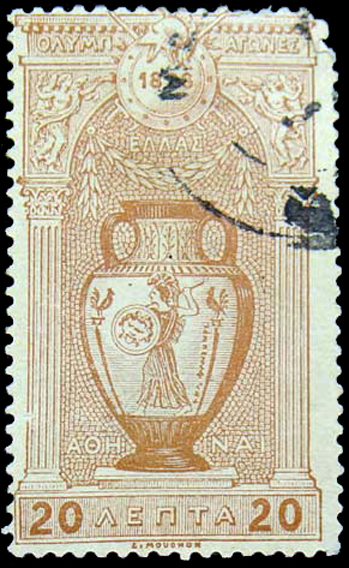
Az első olimpiai témájú bélyegsorozat egyik tagja

Az olimpiafila a tematikus bélyeggyűjtés, azon belül az eseményfilatélia egyik ága, az olimpiai témájú alkalmi bélyegek gyűjtését jelenti.
Napjainkra kb. harmincezer olimpiai bélyeget bocsátottak ki a különböző országok postái, de ha figyelembe vesszük a NOB által használt bélyegeket és díjjegyes termékeket, ezen kívül más olimpiai emléklapokat és -borítékokat, ez a szám nagyon sokat nőhet.

## Története
Az első olimpiai témájú alkalmi bélyegsorozatot az Athénban rendezett 1896. évi nyári olimpiai játékok alkalmából adta ki Görögország. A sorozat 12 címletből állt, 1 leptontól 10 drachmáig terjedő értékekkel. A bélyegek akkor nagy felháborodást és vitákat keltettek drága névértékük miatt. Napjainkban ez a sor magas értékeket ér, az olimpiafila művelői számára a téma egyik alappillérének számít. A sor bélyegeit Franciaországban nyomtatták és metszették, ennek ellenére a bélyegek kinézete görög hovatartozásra utal. A címletek tartalmazták a Pantheont, az Akropoliszt, a többi atlétákat jelenített meg. A tervek ókori görög szobrok alapján készültek.
A következő olimpiai bélyegsor 1906-ban újra Görögországban jelent meg. Egészen 1920-ig példáját egyetlen ország sem követte. Ekkor Belgium három bélyegből álló sorozatot adott ki, és elindította azt a hagyományt, hogy a rendező ország olimpiai témájú bélyegeket ad ki.
A téli olimpiai játékok tiszteletére először az USA adott ki bélyeget. 1954 és 1955 között Ausztrália hírvivő bélyegeket adott ki a Melbourne-i játékok miatt. A hagyomány ma már addig fejlődött, hogy a rendezésről szóló szavazás lezárás után a rendező ország bélyegeket ad ki előhírnökként.
Ma a legtöbb ország minden második évben ad ki a téli- és nyári játékok népszerűsítésére szolgáló alkalmi bélyegeket.